# Буревісник (Єгіндикольський район)
Буреві́сник (каз. Буревестник) — село у складі Єгіндикольського району Акмолинської області Казахстану. Адміністративний центр та єдиний населений пункт Буревісницького сільського округу.
Населення — 161 особа (2021; 227 у 2009, 562 у 1999, 1273 у 1989).
Національний склад станом на 1989 рік:
- росіяни — 33 %;
- казахи — 25 %.